# Volo Wind Jet 243
Il volo Wind Jet 243 era un collegamento passeggeri di linea nazionale di Wind Jet da Roma a Palermo, in Italia. Venerdì 24 settembre 2010, un Airbus A319 operante sulla rotta impattò contro il terrapieno posto poco prima della soglia della pista 07 dell'aeroporto di Palermo-Punta Raisi. Tutti i 129 a bordo dell'aereo furono evacuati, in 35 riportarono lievi ferite ma nessuno perse la vita. L'aeromobile subì danni talmente gravi da renderne la riparazione economicamente non conveniente; venne in seguito demolito.

## L'aereo
Il velivolo coinvolto era un Airbus A319-132, marche EI-EDM, numero di serie 2424. Volò per la prima volta il 4 marzo 2005 e venne consegnato a International Lease Finance Corporation (ILFC), una compagnia statunitense che fornisce jet in leasing. Fu ceduto in prestito a Frontier Airlines il 23 marzo 2005 e poi a Wind Jet il 13 gennaio 2009. Era alimentato da 2 motori turboventola International Aero Engines V2500-A5. Al momento dell'incidente, l'aeromobile aveva quasi 6 anni e aveva accumulato 15 763 ore di volo in 8 936 cicli di decollo-atterraggio.

## L'equipaggio
Il comandante era il 52enne Raoul Simoneschi, con licenza ATPL in corso di validità. Dal giugno 2007 era abilitato a pilotare velivoli della famiglia Airbus A320. Aveva 13 860 ore di esperienza di volo, delle quali 2 918 su Airbus A320.
Il primo ufficiale era il 31enne Fabrizio Sanza con licenza CPL e ATPL (solo parte teorica) in corso di validità. Era abilitato a pilotare velivoli della famiglia Airbus A320 dal 2008. Aveva 1 182 ore di esperienza di volo, delle quali 937 su Airbus A320.
In cabina passeggeri vi erano tre assistenti di volo: due donne e un uomo, tutti di nazionalità italiana.

## L'incidente
Il volo Wind Jet 243 decollò dall'aeroporto di Roma-Fiumicino alle 19:24 UTC+2 diretto verso l'aeroporto di Palermo-Punta Raisi con 5 membri dell'equipaggio e 124 passeggeri a bordo. Tra di loro si trovavano anche due dipendenti della compagnia che rientravano liberi dal servizio; uno di loro era un pilota, che venne invitato dal comandante a sedersi nel jumpseat della cabina di pilotaggio. Ai comandi del velivolo si trovava il primo ufficiale.
La fase di crociera si svolse a 29 000 piedi (8 800 m), in condizioni di leggera turbolenza. Alle 19:45, l'equipaggio venne autorizzato a cominciare l'avvicinamento scendendo a 15 000 piedi (4 600 m). Alle 19:51, il controllore del traffico aereo istruì i piloti di contattare l'ATC dell'aeroporto di Palermo; quest'ultimo autorizzò il volo a scendere fino a 8 000 piedi (2 400 m). Dalle registrazioni del CVR, emerse che il comandante spese la maggior parte del tempo in conversazioni con il collega che aveva invitato in cabina, andando contro le regole internazionali del "cockpit sterile"; distratti, senza seguire le procedure operative standard (SOP), i piloti non effettuarono alcun briefing né sulla discesa né sul tipo di avvicinamento che avrebbero dovuto eseguire.
Il comandante apprese le informazioni meteorologiche dal controllore: visibilità 4 chilometri, temporale con pioggia moderata, nubi sparse a 2 200 piedi (670 m), copertura con squarci a 3 000 piedi (910 m), wind shear vicino alla pista 20. La pista attiva era la 07, dove i venti arrivavano fino a 12 nodi (22 km/h). Tuttavia, l'aeromobile che atterrò prima del volo Wind Jet riportò un wind shear anche sulla 07, riferendo di aver perso 10 nodi (19 km/h) di velocità durante il tratto finale. A questo punto, nella cabina di pilotaggio si accese una discussione circa la posizione della formazione nuvolosa presente nell'area e la pista che avrebbero dovuto utilizzare. Infine, il comandante, ritenendo che le condizioni meteorologiche non fossero impegnative, richiese al controllore dell'aeroporto i venti sulla pista 25 (il verso opposto rispetto alla 07); questi rispose che arrivavano fino a 17 nodi (31 km/h), ovvero 7 nodi (13 km/h) in più rispetto all'altra.
Alle 19:56, il volo fu istruito di scendere a 5 000 piedi (1 500 m) e di settare il regolaggio altimetrico a 1000 hPa (QNH). L'equipaggio eseguì la lista di controllo in vista dell'atterraggio: alla voce "briefing", il primo ufficiale disse "confirmed" (effettuato), nonostante ciò non fosse in realtà mai avvenuto. Dopodiché si accese un'altra discussione, questa volta riguardo l'interpretazione da dare alle informazioni meteorologiche rappresentate dal radar di bordo. Alle 20:03, vennero istruiti di scendere a 4 000 piedi (1 200 m) e poi a 2 000 piedi (610 m); il comandante esortò il copilota a diminuire la velocità, poiché era ancora a 250 nodi. Alle 20:03, fu concessa la discesa a 1 500 piedi (460 m). Alle 20:04, il controllore autorizzò il volo ad effettuare un'ultima virata a sinistra, disse di riferire non appena avessero la pista in vista e comunicò nuovamente i venti presenti all'aeroporto.
Durante l'ultimo tratto, l'aereo incontrò una forte precipitazione. Il carrello d'atterraggio venne abbassato e i flap vennero estesi. Alle 20:06, furono autorizzati ad atterrare; i venti riportati erano di 4 nodi (7,4 km/h) da 20° con raffiche a 16 nodi (30 km/h). Arrivati all'altezza minima di discesa (MDA), la pista non era ancora in vista; nonostante ciò, il comandante ordinò al primo ufficiale di continuare. Ciò andava contro le procedure operative standard della compagnia: se alla MDA ancora non si ha un chiaro riferimento visivo della pista, è necessario eseguire una procedura di mancato avvicinamento e quindi una riattaccata.
Circa venti secondi dopo, il copilota riferì di vedere qualcosa. A questo punto, il comandante prese i comandi dell'aereo, dicendo "I have control" ("ho io il controllo"). Spingendo avanti la barra di comando, il pilota portò il jet a una velocità verticale troppo elevata per quella fase, superiore ai 1 300 piedi (400 m) al minuto. Il primo ufficiale, vedendo finalmente chiaramente le luci del Precision Approach Path Indicator, disse "quattro rosse", ovvero che erano estremamente bassi. Il comandante non rispose. Alle 20:07:35, l'Airbus A319 impattò contro il terrapieno presente prima della testata della pista 07, a 365 metri dalla soglia. Dopo essere rimbalzato e aver urtato l'antenna del localizzatore della pista 25, il velivolo scivolò per circa 850 metri, fermandosi poco dopo l'incrocio delle due piste dell'aeroporto. Venne quindi effettuata un'evacuazione: nessuno a bordo perse la vita, in 35 rimasero lievemente feriti.

## Le indagini
L'Agenzia nazionale per la sicurezza del volo pubblicò la relazione finale sull'incidente quattro anni e due mesi dopo, nel novembre del 2014. Una versione in lingua inglese della relazione finale sull'incidente è stata tradotta dal sito Aviation Accidents Database.
Nella sezione 3, quella delle cause, viene riportato:
essenzialmente al fattore umano. Il fatto che il contatto dell’aeromobile con il suolo sia
avvenuto circa 367 metri prima della soglia pista è da attribuirsi alla decisione
dell’equipaggio di continuare l’avvicinamento strumentale senza una dichiarata condivisione
dell’acquisizione dei necessari riferimenti visivi per il completamento della procedura di non
precisione e della manovra di atterraggio.»
(Agenzia Nazionale per la Sicurezza del Volo, Relazione finale volo Wind Jet 243)
A seguito di un'indagine penale, nel 2013 il comandante fu condannato a un anno e otto mesi di carcere, periodo ridotto a un anno dopo il processo in appello; il primo ufficiale venne assolto dalle accuse di caduta di aeromobile e lesioni colpose.